# Adalolf de Boulogne
Adalolf de Boulogne (? - 13 de setembre de 933) va ser comte de Boulogne de 918 a 933. És de vegades designat, equivocadament com Adolf, però el verdader nom seria més aviat Æthelwulf, portat pel rei Etelwulf de Wessex, el seu besavi matern. Era fill de Balduí el Calb, comte de Flandes, i d'Elfrida d'Anglaterra (morta el 929).
A la mort del seu pare, va rebre els comtats de Boulogne (el Bulonès) i de Thérouanne (el Ternois). El mateix any, fou fet abat laic de Saint-Bertin. El 924, Hug el Gran li encarregà de negociar amb Athelstan, rei d'Anglaterra el casament amb la seva germana Édith.
Va combatre els vikings i va participar en la victòria de Fauquembergues, però no va poder impedir que el danès Sigfrid (després Sigfrid I de Guînes) s'apoderés del comtat de Guînes, que va esdevenir un feu vassall de Flandes.
Va morir el 933 deixant dos fills que van ser desheretats pel seu oncle Arnold I de Flandes i de Boulogne. El segon fill Arnold es revoltarà el 964 i aconseguirà recuperar el feu patern.